# Velocidad angular de Planck
La frecuencia angular de Planck es la unidad de frecuencia angular, denotada por ωP, en el sistema de unidades naturales conocido como las unidades de Planck. Se define como:
{\displaystyle \omega _{p}={\frac {1}{t_{p}}}={\sqrt {\frac {c^{5}}{\hbar G}}}\;\approx \,1.85487\times 10^{43}\,s^{-1}}
donde
- {\displaystyle c} es la velocidad de la luz en el vacío
- {\displaystyle \hbar } es la constante reducida de Planck
- {\displaystyle G} es la constante de gravitación universal